# Латин-рок
Латин-рок (англ. latin rock — латинский рок) — это рок c характерной латиноамериканской ритмической основой. Латин-рок представляет собой сплав латиноамериканской этнической музыки с рок-музыкой, что по определению является одной из форм фолк-рока.
Термин Rock en español (с исп. — «рок») часто связывают с латин-роком, предполагая при этом их полное равенство. Однако иногда этот термин относят и к более общей категории — испаноязычному року.

## История
Годом рождения латинского рока считают 1958, поскольку в этом году Ричи Валенс записывает рок-н-ролл-версию песни La Bamba, распространившуюся впоследствии по всей Латинской Америке. Кроме того, Daniel Flores, которого называют «крёстным отцом латинского рока», записывает свой хит Tequila. Также в 1958 аргентинская группа Los Cinco Latinos издает свой дебютный альбом Maravilloso Maravilloso с большим успехом в странах Латинской Америки, а также в Соединенных Штатах. В 1958 году свои первые записи записывает кубинская группа Los Llopis.
Начиная с 1959 года мексиканские группы Los Teen Tops, Los Blue Caps и Los Locos del Ritmo записывают испаноязычные версии песен Элвиса, Чака Берри, Литл Ричарда, Бадди Холли и других исполнителей американского рок-н-ролла, получив позднее огромную известность в странах Латинской Америки.
В 1960 году появляется аргентинский рок-музыкант Sandro de América, разработавший популярный стиль — латино-американскую романтическую балладу (Latin American romantic ballad).
В конце 1960-х приобретает известность гитарист Карлос Сантана, сделавший огромный вклад в популяризацию латинского рока. Альбом 1972 года Caravanserai рассматривают обычно в качестве переломной точки в творчестве музыканта, после которой наблюдается спад его популярности. Однако Сантана вновь заявляет о себе в 1999-м году, когда очередной его альбом Supernatural взлетел на вершины чартов и стал 15 раз платиновым в США.
С конца 1980-х можно выделить новый этап развития латинского рока, связанный с выходом его на международную арену. Этот этап инициировали группы, как, например, Los Lobos, Soda Stereo, G.I.T., Caifanes, Café Tacuba, La Ley. Среди новых успешных групп в 1990-х можно отметить Jaguares (Мексика), Aterciopelados (Колумбия), Bersuit Vergarabat (Аргентина), Jorge Drexler (Уругвай), Julieta Venegas (Мексика), Los Tres (Чили).
Из-за происхождения участников и части песен на испанском языке к латин-року можно отнести творчество The Mars Volta.

## Региональные сцены

### Аргентинский рок
Аргентинский национальный рок («rock nacional») появился в конце 1960-х и стал с тех пор одним из наиболее популярных стилей в Аргентине, наряду с танго и народной музыкой. К представителям этого движения относят Los Gatos, Arco Iris, Almendra, Vox Dei, Charly García и других. Аргентинский национальный рок связан с сексуальной революцией в Аргентине и духом свободы в отношении военной диктатуры. После фолклендской войны 1982 года аргентинский рок возрождается такими группами, как Soda Stereo, Los Redonditos de Ricota, Los Fabulosos Cadillacs, Sumo (группа) и другими.

### Перуанский рок[англ.]
Перуанский рок возник в конце 1950-х годов под влиянием рокабилли. Одними из самых значимых групп 50-х — 60-х были Los Zodiacs, Los Saicos, Los york's и другие. После военного переворота 1968 года рок-исполнители в Перу надолго ушли в подполье. Начался упадок рока: многие начали играть джаз и народную музыку. В 80-х и 90-х, в связи с ослаблением цензуры, появилось множество представителей различных течений рока: нью-вейв (Leusemia), панк-рок (6 Voltios) дэт-метал (Mortem), гранж (Huelga De Hambre) и т. д. В 2000-е годы рок вышел из подполья и быстро стал популярным. В настоящее время наиболее известны группы Líbido, TK, Zen. Некоторые группы, в частности, Uchpa, исполняют рок не на английском и испанском языках, а на кечуа.